# Synopia scheeleana
Synopia scheeleana is een vlokreeftensoort uit de familie van de Synopiidae. De wetenschappelijke naam van de soort is voor het eerst geldig gepubliceerd in 1886 door Carl Erik Alexander Bovallius.